# Дона Съмър
Ладона Ейдриън Гейнс (на английски: LaDonna Adrian Gaines), известна със сценичното си име Дона Съмър  (на английски: Donna Summer), е американска певица и автор на текстове на песни, която набира популярност през диско ерата от 70-те години на 20. век. Гласът ѝ мецосопран. Носителка е на 5 награди Грами и е първият музикант, който прави три последователни двойни албума, които достигат до челното място в класацията на Билборд. Четири нейни сингли достигат на първо място в чартовете в Съединените щати. Сред нейните най-големи хитове са Love to Love You Baby, I Feel Love, Last Dance и Could It Be Magic.

## Биография

### Ранен живот и кариера: 1948 – 1975
Рожденото име на Съмър е ЛаДона Ейдриън Гейнс. Родена е в навечерието на Нова Година, на 31 декември 1948 г., в Бостън от майка Мери Елън Гейнс и баща Андрю Гейнс и умира на 17 май 2012 г. в дома си в щата Флорида след битка с рак. Отраства в Дорчестър, Бостън, и започва да пее в църковния хор от ранна детска възраст. На осем години, в църквата, както самата тя казва, получава прозрение че трябва да гласът ѝ да достига до хората и в никакъв случай не трябва да пренебрегва таланта си. Съмър започва да участва в училищни пиеси, където се присъединява към няколко момичешки групи, преди да се присъедини към групата по психеделичен рок The Crow.
С пристигането си в Ню Йорк Съмър започва самостоятелна кариера и участва на прослушвания за контракултурния рок мюзикъл Коса. Макар и да се представя успешно на прослушването, ролята е дадена на друга изпълнителка: Мелба Мур, която после играе и в бродуейската версия на мюзикъла. Съмър е поканена на играе в немска версия на мюзикъла, покана, която тя приема и в резултат на което се премества и установява в Мюнхен за няколко години и по-късно във Виена, Австрия.
По време на престоя си в Европа, Съмър участва в мюзикълите Godspell и Show Boat и през 1971, под рожденото ѝ име Дона Гейнс, излиза първият ѝ сингъл, кавър-версия на „Sally Go 'Round the Roses“ на Jaynetts. През 1972 се жени за австрийския актьор Хелмут Сомер (на немски: Helmuth Sommer) и година по-късно се ражда първата ѝ дъщеря Мими. След развода с първия ѝ съпруг тя запазва фамилното му име като го преобразува от Sommer на Summer. През 1974 се среща с младите продуценти Джорджо Мородер и Пийт Билот и тримата започват работа върху първите ѝ самостоятелни записи. Подписва с Groovy Records и под този лейбъл се появява дебютният ѝ албум Lady of the Night, два сингъла от който стават популярни в Европа.
През 1975 представя на Мородер нейна идея за текст на песен, която е трябвало да бъде изпяна от певец, за когото Мородер е работил. Така парчето, което първоначално е записано като проба по-късно бива презаписано под заглавието „Love to Love You Baby“. Записът бил изпратен на Нийл Богарт, директор на американския лейбъл Casablanca Records, който купува правата за разпространение в САЩ. В крайна сметка, Съмър подписва с Casablanca Records и песента ѝ започва да се разпространява в САЩ, където става хит. Година по-късно го включва в албум, който се превръща в първия ѝ златен успех.

### По пътя към славата: 1976 – 1978
След завръщането ѝ в САЩ Casablanca Records поемат контрол над развитието на кариерата ѝ, наричайки певицата богиня на любовта и първа дама на любовта, епитети, заради които се чувства некомфортно по време на целия си престой в Casablanca Records.
През 1976 изкарва и следващите си два златни албума: Love Trilogy и Four Seasons of Love.
През 1977, Съмър прави втория си голям хит I Feel Love, който става първият ѝ хит, достигнал №1 в чартовете в Обединеното кралство и вторият ѝ хит, попаднал в класацията Billboard Hot 100 на списанието Билборд от албума I Remember Yesterday. Съмър достига златните места в класацията и със следващия си албум, Once Upon a Time, в чиято концепция е модернизирана версия на историята на Пепеляшка.
От 1976 до 1978 Съмър прави не само няколко златни албума, но и няколко сингли, попаднали в топ 40 в международни и американски чартове. През 1978 Съмър придобива статуса на суперзвезда с излизането на Last Dance, денс парче с елементи на R&B, включено в саундтрака на филма Thank God It's Friday, в който Съмър играе. Песента е написана за нея от Пол Джабара и достига до трето място в Hot 100 на Билборд и донася на Съмър първата ѝ награда Грами. Първото изпълнение на Съмър което достига до първо място е кавърът ѝ на песента „MacArthur Park“. Песента е включена в първия ѝ записван на живо, двойният албум Live and More, който става и първият от нейните албуми, достигнали първото място в Billboard 200, който придобива платинен статус.

### Преоткриване на вярата,Bad Girlsи напускане наCasablanca: 1979 – 1982
В началото на 1979, Съмър претърпява нервен срив в дома си в Лос Анджелис, след неколкократни нервни кризи. Търсейки посока, Съмър е отведена от сестра си в църква в Лос Анджелис и след една църковна служба певицата преоткрива вярата си в Господ. След като приключва с възстановяването си се връща в студиото, където завършва работата по втория ѝ двоен албум Bad Girls.
От 1994 до 1997 играе леля Уна Ъркел в хитовия семеен ситком „Семейни връзки“.

## Дискография
- Lady of the Night (1974)
- Love to Love You Baby (1975)
- A Love Trilogy (1976)
- Four Seasons of Love (1976)
- I Remember Yesterday (1977)
- Once Upon a Time (1977)
- Bad Girls (1979)
- The Wanderer (1980)
- Donna Summer (1982)
- She Works Hard for the Money (1983)
- Cats Without Claws (1984)
- All Systems Go (1987)
- Another Place and Time (1989)
- Mistaken Identity (1991)
- Christmas Spirit (1994)
- I'm a Rainbow (1996)
- Crayons (2008)